# Paperino e la minaccia del Loup Garou
Paperino e la minaccia del "Loup Garou" è una storia a fumetti scritta da Carl Barks dopo il ritiro per richiesta  di Chase Craig, allora direttore editoriale della Western Publishing; fa parte di un ciclo di storie scritte da Barks e disegnate da altri artisti della Disney. Questa venne disegnata da Tony Strobl e passata a china da Steve Steere. Nel 1999 ne venne realizzata una nuova versione da Daan Jippes per il mercato olandese.
Paperino e nipotini, accompagnati da Paperone, nell'innevato nord canadese si ritrovano ad affrontare la minaccia del Loup Garou, ovvero un lupo mannaro: come altre storie, anche questa affonda le radici in un mito.

## Trama
Paperino, pilota per il servizio aereo di Paperopoli, parte per una località segreta nel nord America per consegnare una cassa dal misterioso contenuto. Partito per il fiume Mackenzie, dove deve recapitare la cassa, non si accorge che i suoi nipoti e il ricco zio sono clandestini a bordo dell'aereo, spinti dalla curiosità sul contenuto della cassa. In attesa sulle rive del fiume, i paperi vedono giungere uno spaventato indigeno che porta un'altra cassa, anche questa da recapitare insieme a quella trasportata da Paperopoli che, spaventato a morte, ruba l'aereo di Paperino e fugge via; la seconda cassa, aperta da Paperone, si rivela essere la statua d'oro di un lupo, ancora da completare. I paperi dovranno affrontare un terribile lupo a due zampe che terrorizza la regione. In una miniera poi incontreranno il Loup Garou. Nel frattempo in un'altra area della miniera, una papera, con gli attrezzi da scultore contenuti nella prima cassa, sta completando la statua del lupo. Secondo una leggenda, infatti, l'unica protezione contro un Loup Garou è una statuetta d'oro raffigurante un lupo; grazie a questa informazione Paperone convince il nipote ad aiutare la giovane a completare la statua e a sconfiggere così la minaccia del lupo impazzito, ipnotizzato dal conte Drakula per usarlo come mezzo per ottenere la miniera.

## Storia editoriale
Quando Barks si mise al lavoro su questa storia, consegnata il 20 marzo del 1967, si scelse di impostare l'intera vicenda su un lupo che, anziché stare su quattro sta su due zampe, con comportamenti umani, ma mantenendo una fisionomia animale. La storia, affidata alle matite di Strobl, venne pubblicata nel gennaio 1968 su Donald Duck n. 117.
Nel 1999 Daan Jippes, artista olandese impegnato nel recupero dei testi di Barks, venne realizzata una nuova versione della storia con un tratto più dinamico rispetto a quello di Strobl.